# Курлово
Курлово (на руски: Курлово) е град в Русия, разположен в Гус-Хрустални район, Владимирска област. Населението на града към 1 януари 2018 година е 6992 души.